# Frenchay
Frenchay est un village du Gloucestershire du Sud en Angleterre.
Il est mentionné pour la première fois en 1257 sous le nom Fromscawe, puis plus tard sous celui de Fromeshaw, ce qui signifie « le bois sur la Frome ».